# Nargiz Birk-Petersen
Nargiz Birk-Petersen (azerbajdzjanska: Nərgiz Birk-Petersen, Närgiz Birk-Petersen) född 1976 är en azerisk programledare och kommentator. Birk-Petersen bor i Danmarks huvudstad Köpenhamn, och talar azerbajdzjanska, danska, engelska och ryska. 

## Biografi
Nargiz Birk-Petersen började med TV vid 16 års ålder. Som student arbetade hon vid Chazars universitets TV i Azerbajdzjan, som reporter för ett engelskspråkigt nyhetsprogram. Hon studerade också juridik på unversionen. Hon arbetade därefter som biträdande jurist, innan hon blev advokat.
Den 16 april 2012 presenterades Birk-Petersen som en av programledarna i Eurovision Song Contest 2012. Tävlingen gick av stapeln i Azerbajdzjans huvudstad Baku den 22, 24 och 26 maj 2012 och hon var programledare tillsammans med Eldar Qasımov, som med Nigar Dzjamal vann tävlingen 2011, och Lejla Alijeva. 
Nargiz Birk-Petersen är gift och har två barn 